# Pieter van der Aa

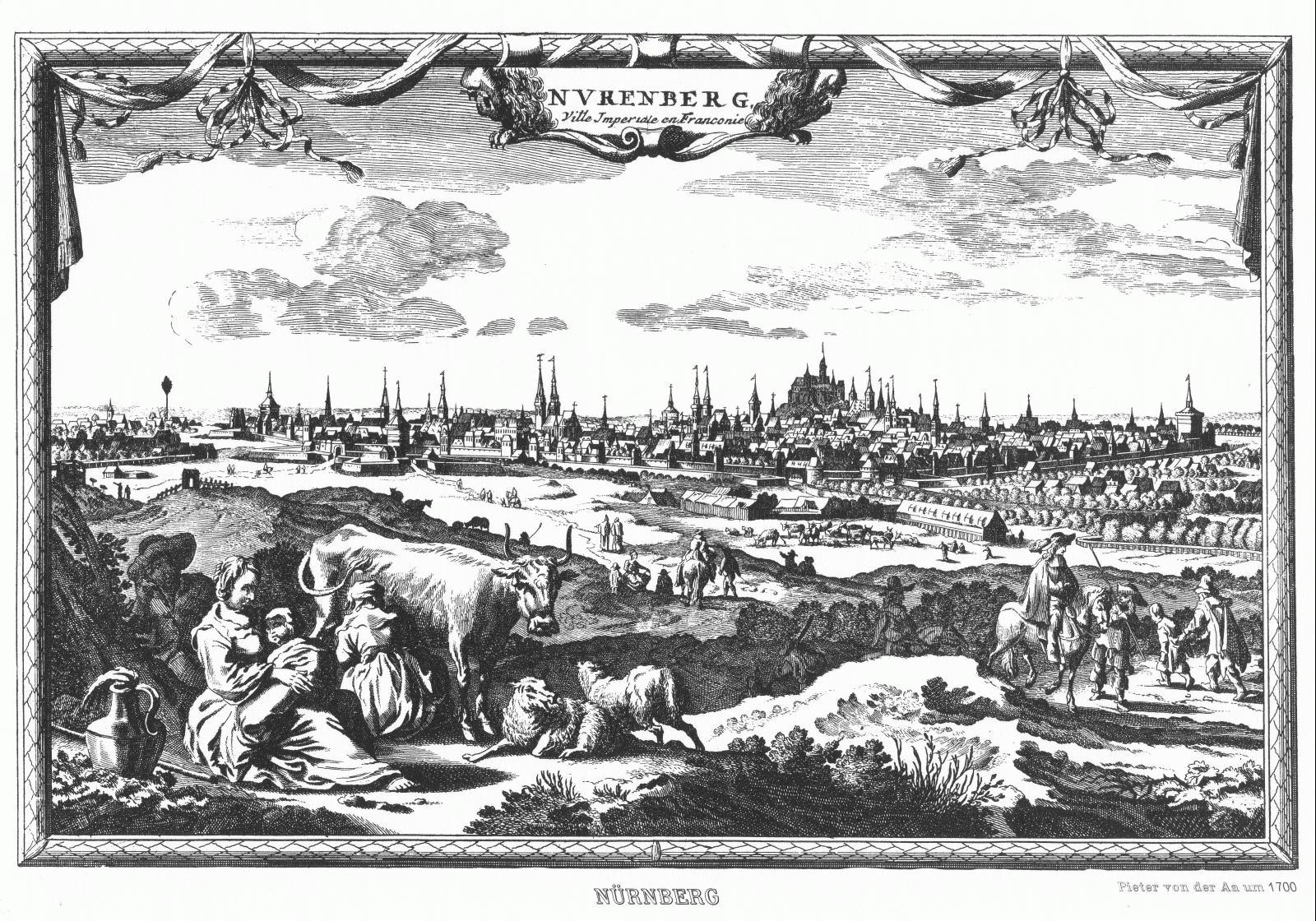
Nürnberg um 1700, Kopie eines Merian-Kupferstichs durch Pieter van der Aa

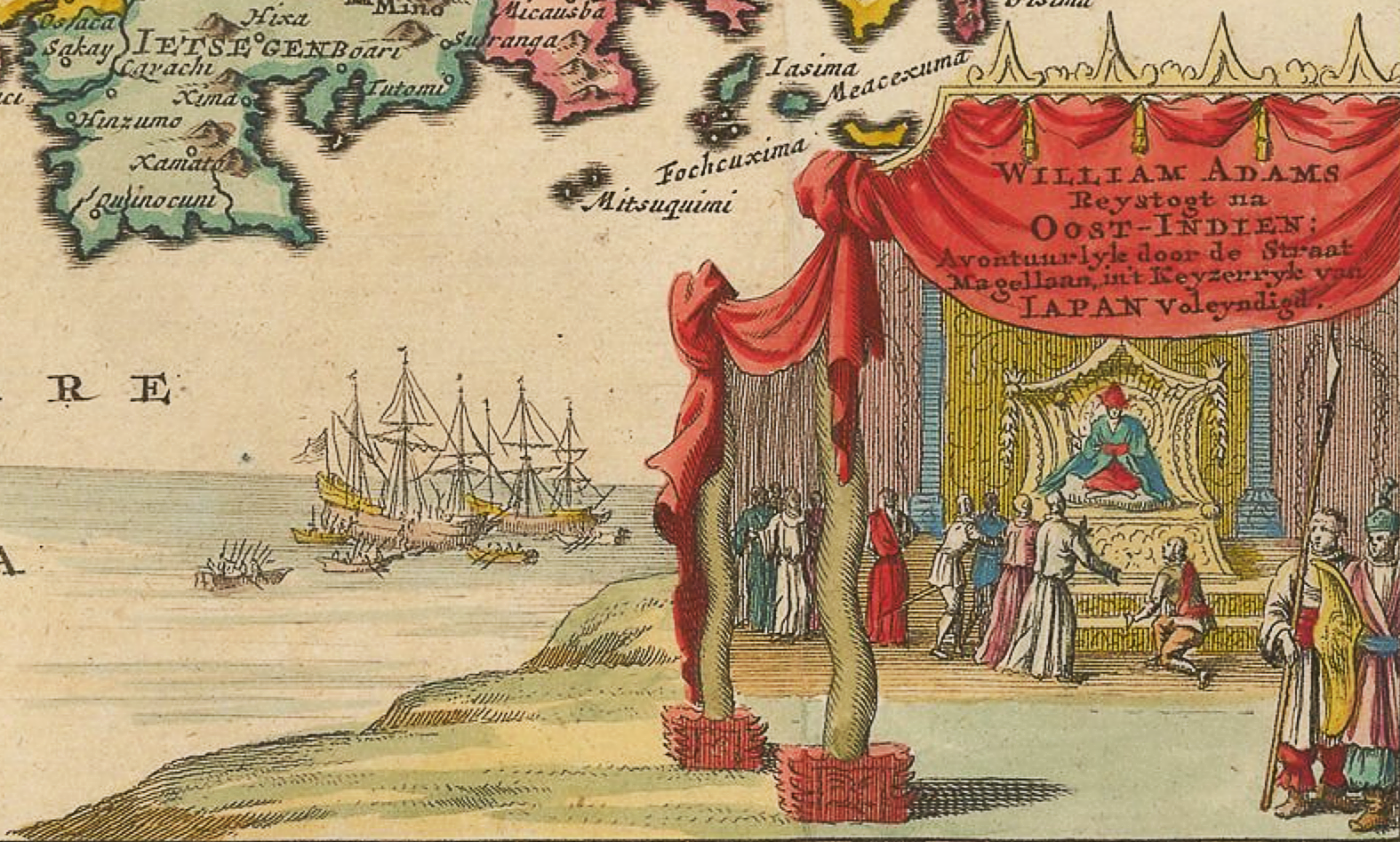
William Adams trifft Tokugawa Ieyasu. Detail einer von Pieter van der Aa gedruckten Karte von Japan, 1707

Pieter van der Aa, auch Peter van der Aa (* 1659 in Leiden; † August 1733 ebenda) war ein niederländischer Buchdrucker, Verleger und Buchhändler.

## Leben

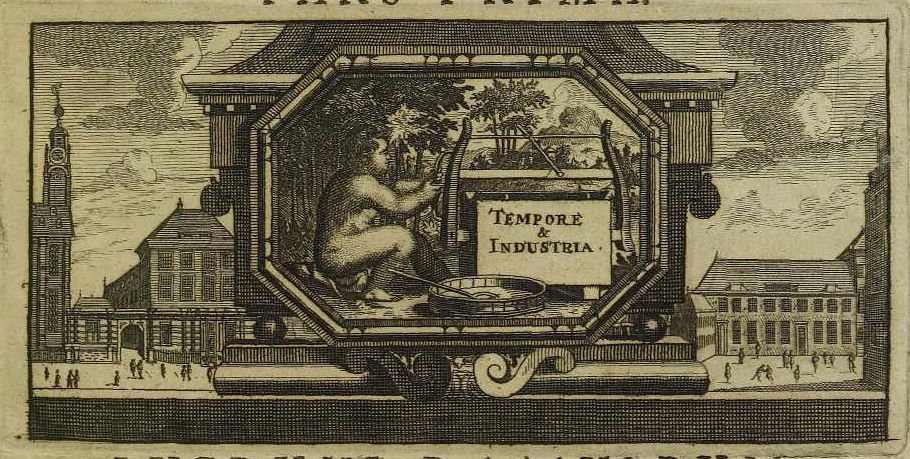
Typographische Marke von Pieter van der Aa

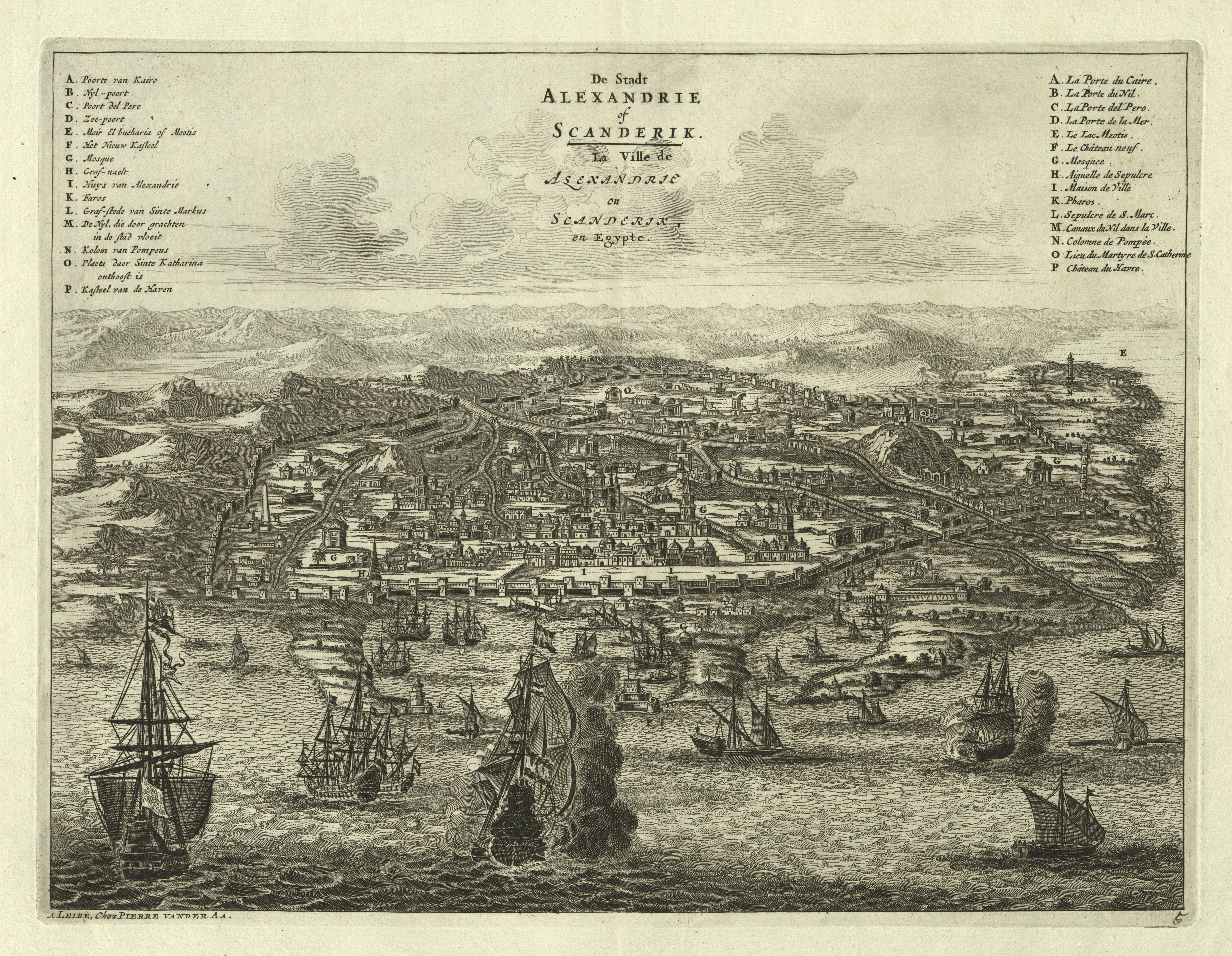
De Stadt Alexandrie, 1720

Pieter van der Aa war der Sohn des aus Holstein stammenden Steinmetzes Boudewijn Pietersz. van der Aa, der 1659 nach Leiden übersiedelt war. 1677 erfolgte die Aufnahme von Pieter van der Aa in die Buchhändlergilde. Er betrieb in Leiden mit seinen beiden Brüdern, dem Buchdrucker Boudewijn und dem Kupferstecher und Prospektzeichner Hillebrand, seit 1682 ein bedeutendes Buchhändlergeschäft. In erster Ehe verheiratete er sich am 9. September 1685 mit Elisabeth Pechlinus, Tochter des lutherischen Pastors Johannes Pechlinus, und am 16. November 1697 in zweiter Ehe mit Anna Maria Croessen von Amsterdam. 1714 trat er Leidens Druckergilde bei. Im folgenden Jahr, 1715, wurde er Stadtdrucker. Nicht viel später erhielt er auch die Stelle des Universitätsdruckers.
Bedeutsam waren Pieter van der Aas sehr qualitative wissenschaftliche Editionen. So brachte er in den Jahren 1703 bis 1706 Jean Leclercs zehnbändige Ausgabe der Werke des Erasmus von Rotterdam heraus, für die sein Bruder Hillebrand das Titelblatt entwarf. Des Weiteren verlegte er botanische, medizinische und altertumswissenschaftliche Werke, so u. a. die Thesauren von Jakob Gronovius und Johann Georg Graevius sowie andere Werke des Letzteren. Im Jahre 1698 druckte er auch „Paradisus Batavus“, einen Pflanzenatlas des niederländischen Botanikers Paul Hermann. Dieser Druck soll den deutschen Pflanzen- und Vogelkundler Heinrich Gustav Reichenbach dazu bewogen haben, eine Orchideenart „Aa“ zu benennen. Diese Erklärung ist jedoch umstritten.
Zu seiner Zeit war Pieter van der Aa vor allem berühmt für Atlanten mit Kupferstichen, auf denen Städteansichten abgebildet sind. Teilweise kopierte er diese Stiche detailgetreu von Matthäus Merian. Ähnlich verfuhr er mit Landkarten für seine Atlanten, von denen vor allem seine Afrikakarten mit detailreichen Abbildungen von z. B. Marokko oder Madagaskar populär wurden. Auch Reiseberichtsammlungen edierte er. Ein sehr umfangreiches von ihm herausgegebenes, aber bereits im 19. Jahrhundert wenig geschätztes Serienwerk war seine unter Mitwirkung bedeutender Stecher wie Luyken und Goeree entstandene, 1728 in 66 Teilen erschienene Galerie Agréable du Monde, die auf über 3000 Kupferstichtafeln Karten, topographische Abbildungen sowie Illustrationen zoologischen und botanischen Inhalts enthält. Von diesem enormen Werk wurden wohl nur 100 Exemplare gedruckt.
1729 veröffentlichte Pieter van der Aa einen Verkaufskatalog seines Verlags, in dessen Vorwort er angab, aus Altersgründen nicht mehr so agil wie früher seinem Beruf nachgehen zu können und seine Bestände zu gemäßigten Preisen verkaufen zu wollen. In der Folge zog er sich von seinem Buchdruckergeschäft zurück und starb 1733 in seiner Vaterstadt. Ein neuer Verkaufskatalog seiner Bibliothek in nun stark verkleinertem Umfang erschien 1735.

## Veröffentlichte Atlanten
- Nouvel Atlas
- Galerie Agréable du Monde in 66 Teilen, Leiden, 1728[1]
- F. Draakx schipvaart door de straat en Zuyd Zee gedaan om de gantsen aardkloot, Leiden, 1706-08. [16 × 23,6 cm]
- Zee-togten door Thomas Candys na de West Indien, en van daar rondom den gantzen aardkloot gedaan.
- T Noorder deel van Amerika. Door C..Kolumbus in zyn.., Leiden, 1706-08 [16 × 23,6 cm]
- Amerika of de Nieuwe Weereld Aller eerst Door C. Kolumbus, Leiden, 1705
- Niew Engeland in twee Scheeptogten door ...John Smith..., Leiden, 1705
- De voor Eylanden van America... Florida, New Mexico, … Leiden, 1705
- T Vaste Land van Darien ten Zuiden Cuba en Hispaniola Gelege, Leiden, 1705
- Cuba en Jamaica, soo als die door Kolombus, Leiden, 1705
- Reys togt door Thomas Coryat van Jerusalem, Leiden, 1705
- De zee en land-reysen vandenridder Hendrik Blunt, Leiden, 1705
- Melite Insula vulgo Malta, Leiden, 1712
- Valetta Civitas Nova Maltae olim Millitae, Leiden, 1712

## Weitere publizierte Werke
- Versameling der gedenkwaardigste Zee en Land Reysen na Oost en West Indien, 28 Bde., Leiden, 1707; Neuauflage 8 Bde., Leiden, 1727
- Icones arborum, fructicum et herbarum exoticarum, ohne Datum
- Sébastien Vaillant, Botanicon Parisiense, Leiden, 1723 (mit Stichen von Claude Aubriet)
- Jakob Gronovius, Thesaurus Antiquitatum graecarum, 13 Bde., Leiden, 1697–1702
- Johann Georg Graevius, Thesaurus Antiquitatum romanorum, Utrecht, 12 Bde., 1694–1699
- Johann Georg Graevius, Thesaurus Antiquitatum et Historiarum Italiae, 30 Bde., Leiden, 1704–1723
- Johann Georg Graevius, Thesaurus Antiquitatum et Historiae Siciliae, 15 Bde., Leiden, 1723–1725
- Erasmus von Rotterdam, Opera omnia, Leiden, 10 Bde., 1703–1706
- Johann (John) Potter, Archaeologia Graeca, sive Veterum Graecorum, praecipue vero Atheniensium, Ritus Civiles, Religiosi, Militares et Domestici, fusius explicati per Joannem Potterum, 1702

## Literatur

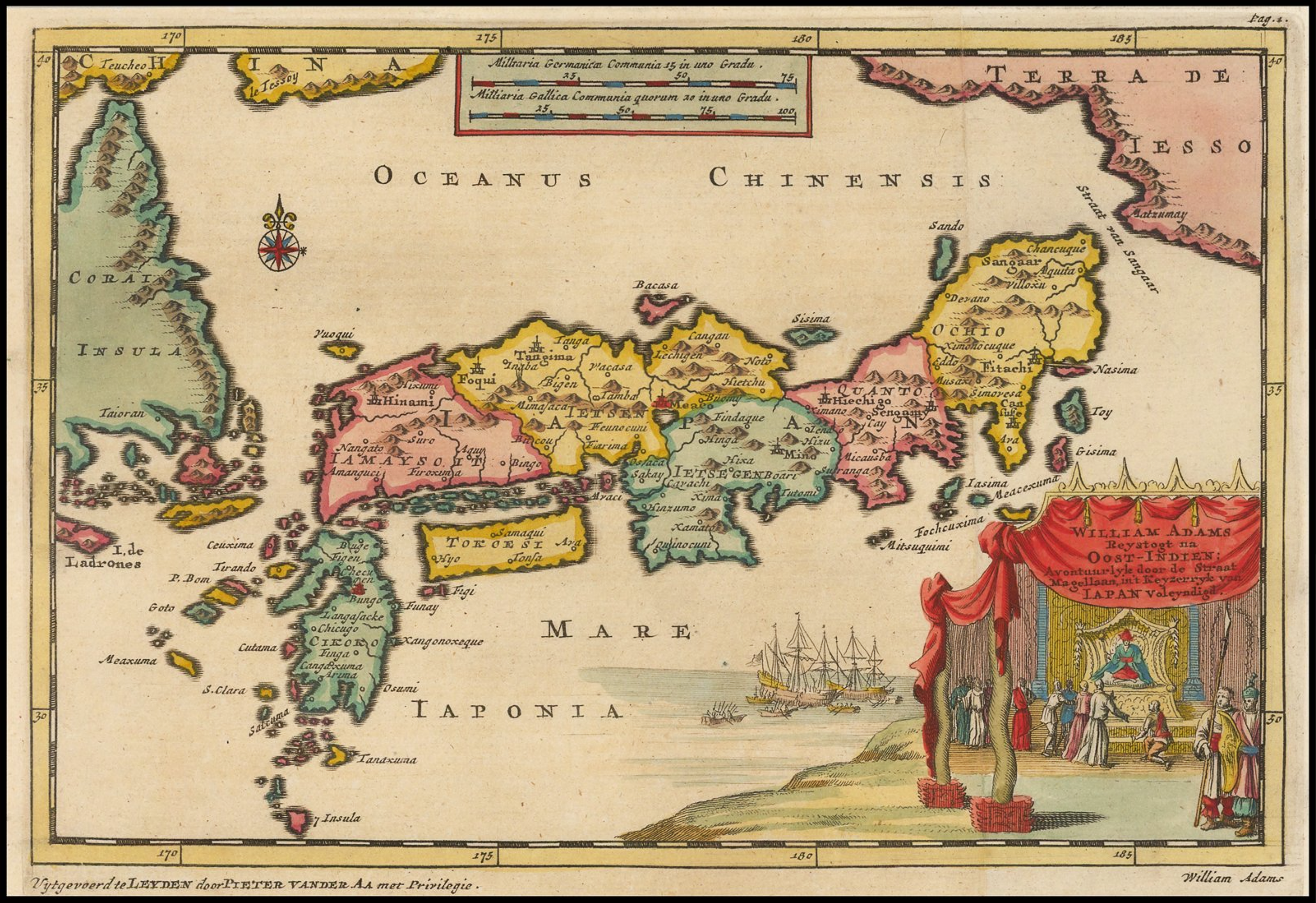
Karte Japans von 1707